# Ставарський Іван
Іва́н Става́рський — землероб і громадський суддя зі Збоїщ, політичний та громадський діяч Галичини середини XIX століття, посол до Австрійського парламенту 1848 року.
Член рейхстагу від 2 грудня 1848 до 7 березня 1849. Обраний на додаткових виборах від Винницького виборчого округу після відставки Варфоломія Петровського. 7 березня 1849 року парламент був розпущений і парламентарі втратили повноваження.